# Jelena Pandžić
Jelena Pandžić (Split, 17 maart 1983) is een voormalig tennisspeelster uit Kroatië. Zij begon op zevenjarige leeftijd met tennis. Haar favoriete ondergrond is gravel. Zij speelt rechtshandig en heeft een tweehandige backhand.

## Loopbaan
Pandžić won in 2001 haar eerste ITF-toernooi in Makarska (Kroatië). In totaal won zij elf WTA-enkelspeltitels, de laatste in 2013 in San Luis Potosí (Mexico).
Pandžić zat in Leverkusen op school, en op twintigjarige leeftijd ging zij psychologie studeren in Amerika. Tweemaal heeft zij haar carrière langere tijd moeten staken: van 2003–2007 wegens een auto-ongeluk, en in 2009 en 2010 vanwege een kuitblessure. In 2008 kwalificeerde zij zich voor de French Open, waar zij de tweede ronde bereikte.
In 2011 vertegenwoordigde Pandžić haar vaderland Kroatië bij de Fed Cup.
Aan het einde van het tennisseizoen 2013 beëindigde zij haar actieve tennisloopbaan.

## Posities op deWTA-ranglijst
Positie per einde seizoen:
| jaar | rang enkelspel | rang dubbelspel |
| ---- | -------------- | --------------- |
| 1999 | 505            | 781             |
| 2000 | 477            | 759             |
| 2001 | 433            | 384             |
| 2002 | 401            | 550             |
| 2007 | 262            | –               |
| 2008 | 163            | 237             |
| 2009 | 1067           | –               |
| 2010 | 279            | –               |
| 2011 | 731            | –               |
| 2012 | 628            | 1083            |
| 2013 | 309            | –               |

## Resultaten grandslamtoernooien
| Legenda | Legenda                          |
| ------- | -------------------------------- |
| g.t.    | geen toernooi gehouden           |
| l.c.    | lagere categorie                 |
| –       | niet deelgenomen                 |
| G       | uitgeschakeld in de groepsfase   |
| 1R      | uitgeschakeld in de eerste ronde |
| 2R      | uitgeschakeld in de tweede ronde |
| 3R      | uitgeschakeld in de derde ronde  |
| 4R      | uitgeschakeld in de vierde ronde |
| KF      | uitgeschakeld in de kwartfinale  |
| HF      | uitgeschakeld in de halve finale |
| F       | de finale verloren               |
| W       | het toernooi gewonnen            |
| w-v     | winst/verlies-balans             |

### Enkelspel
| Toernooi        | 2008 |
| --------------- | ---- |
| Australian Open | –    |
| Roland Garros   | 2R   |
| Wimbledon       | –    |
| US Open         | –    |